# Upliscihe
Upliscihe (gruz. უფლისციხე) je drevni grad-pećina, jedan od prvih gradova na području Gruzije. Upliscihe je usječen u stijeni, a nalazi se 12 km istočno od grada Gori, na lijevoj obali rijeke Kura. Osobito se razvijao od kraja drugog do početka prvog tisućljeća prije Krista, s nekoliko sukcesivnih uspona i padova. Bio je vrlo važno vjersko, političko i kulturno središte u helenističkom i kasnom antičkom razdoblju, od 4. stoljeća prije Krista do 4. stoljeća poslije Krista. Konačno biva napušten u 19. stoljeću, postavši multi-arheološki lokalitet i jedan od najznačajnijih spomenika današnje gruzijske kulture. Također su očuvani ostaci nekoliko arhitektonskih i vjerskih građevina, građenih tijekom nekoliko tisućljeća. Za vrijeme najvećeg uspona, Upliscihe je činilo više od 700 pećina i podzemnih struktura, od kojih je u današnje vrijeme ostalo pristupačno njih 150.